# Корисні копалини Тринідаду і Тобаго
Корисні копалини Тринідаду і Тобаго.
У надрах Тринідаду є ряд корисних копалин. На півдні острова і на шельфі — поклади важкої нафти і супутнього газу, на південному заході, в околицях Ла-Бреа, унікальне родовище природного високоякісного асфальту Пітч-Лейк, в районі Сангре-Гранде — родовища бурого вугілля і лігніту. На півночі Тринідаду є родовище високоякісного залізняку, в межах Північного хребта — родовища гіпсу і вапняку. На Тринідаді розвідані родовища сірки і діориту.
Таблиця. — Запаси нафти і газу Тринідаду і Тобаґо станом на 1998-1999 рр.
| Корисні копалини               | Запаси       | Запаси   | Частка у світі, % |
| Корисні копалини               | Підтверджені | Загальні | Частка у світі, % |
| Нафта, млн т                   | 73,2         | 200      | 0,1               |
| Природний горючий газ, млрд м³ | 516          | 588,0    | 0,4               |

За оцінками 2001 р видобувні запаси сирої нафти в країні становлять 686 млн барелів. На шельфі може міститися до 1 млрд барелів нафти. Інтерес до цього регіону виявляють компанії і групи FP, EOG Resources, BHP Billiton, Exxon, British Gas, Conoco, Trinidad Shell Exploration and Production Ltd.